# Ockhamova britev
OCCAM je tudi programski jezik.
Ockhamova britev, včasih imenovano tudi Ockhamovo rezilo (ime prvotno pisano tudi Ocham) je raziskovalno načelo, ki ga pripisujejo angleškemu logiku in frančiškanskemu redovniku iz 13. stoletja, Vilijemu iz Ockhama (1287–1347). Načelo zahteva, da pri oblikovanju hipotez in teorij privzamemo čim manj predpostavk ter pojav pojasnimo s kar najmanjšim številom vplivnih spremenljivk in delnih procesov. To hevristično raziskovalno načelo zahteva gospodarnost, varčnost in preprostost znanstvenih teorij. Teoriji »obrijemo« odvečne pritikline in okraske.
Prvotno je bilo Ockhamovo načelo osrednje verovanje redukcionistične filozofije (nominalizma), danes pa ga jemljemo kot splošen raziskovalni metodološki napotek.
Na kratko: če najdemo dve razlagi pojava, ki sta enako verodostojni, izberemo tisto, ki je preprostejša. V latinščini glasi lex parsimonie (zakon jedrnatosti):
Entia non sunt multiplicanda praeter necessitatem.
(Ne množi sestavnih delov čez nujo.)
ali
(Ne pomnožuj bitnosti brez potrebe.)
Vilijem iz Ockhama izreka ni zapisal tako, to je citat iz dela Johna Ponca iz Corka (1639). Najbolj sorodni Ockhamov citat je: »Numquam ponenda est pluralitas sine necessitate« (Ne ustvarjaj množice brez nuje). Pred njim so podobnih misli bili že drugi filozofi, tudi Aristotel, ki pa se za jedrnatost znanstvenih razlag niso opredelili tako jasno.